# Marina Prados

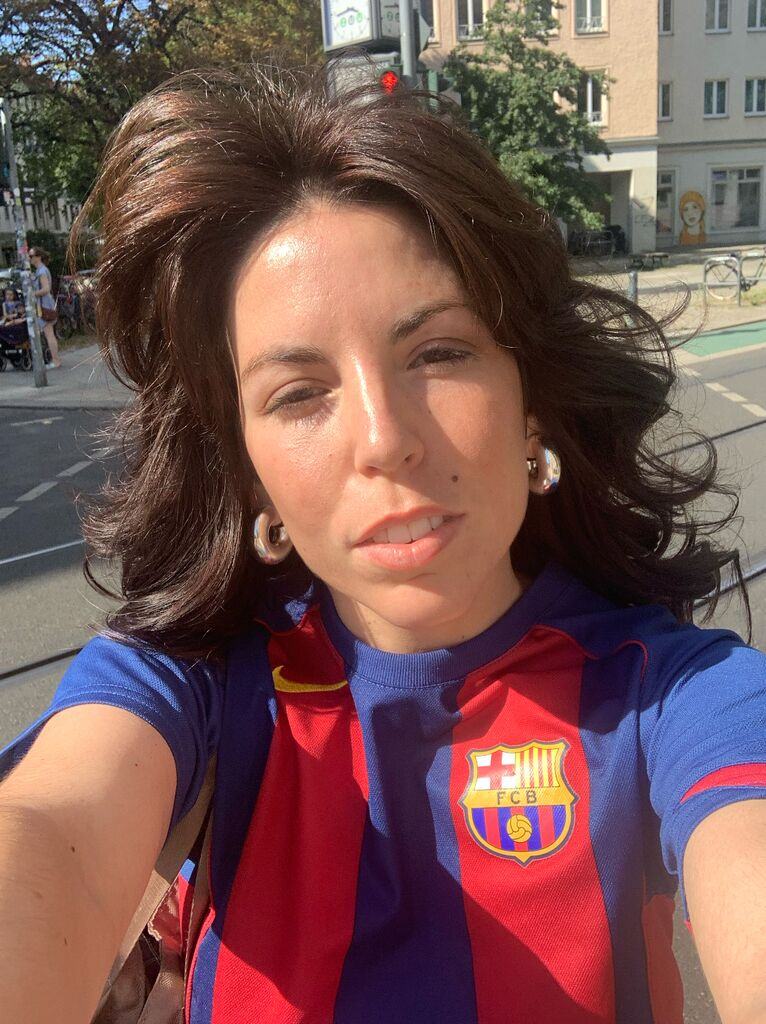
Marina Prados in Berlin, 2024

Marina Prados (* 2. August 1994 in Vilanova i la Geltrú bei Barcelona, Spanien) ist eine in Berlin lebende Autorin, Regisseurin und Filmproduzentin. Ihr Debütfilm Ladybitch (2022) gewann auf dem Filmfestival Max Ophüls Preis 2022 den Preis für den gesellschaftlich relevanten Film.

## Leben
Marina Prados begann 2014 ein Schauspielstudium an der Hochschule für Schauspielkunst in Barcelona (Institut del Teatre de Barcelona), das sie 2016 jedoch vorzeitig beendete, um nach Berlin zu ziehen. Dort begann sie, nach einigen Praktika und Gastauftritten (unter anderem am Maxim-Gorki-Theater), ihre eigenen Regiearbeiten zu verwirklichen. 2018 gründete sie mit ihrer Partnerin Paula Knüpling die Theaterproduktionsfirma cmd+c. Die beiden arbeiten seitdem als Regie-Duo in der freien Theaterszene in Berlin und seit 2021 auch als Filmregisseurinnen. Ihr gemeinsames Filmregiedebüt feierten sie auf dem Filmfestival Max Ophüls Preis 2022 mit ihrem Film Ladybitch. Der Film basiert auf persönlichen Erfahrungen der beiden und befasst sich mit Themen wie Machtmissbrauch und sexueller Belästigung am Arbeitsplatz. Die Entstehung des Films haben sich die beiden zur Grundlage genommen, um ihre Filmproduktionsfirma Ladybitches Productions zu gründen.

## Filmographie (Auswahl)
- 2022: Ladybitch (Kinospielfilm)

## Theater (Auswahl)
- 2018: HERE, P14 Jugendtheater in der Volksbühne am Rosa-Luxemburg-Platz[6]
- 2019: Single lives as Single wants, an der Schaubude Berlin[7]
- 2020: Family of the Year im Ballhaus Ost[8]

## Nominierungen und Preise

### Nominiert
Filmfestival Max Ophüls Preis 2022
- 2022: Wettbewerb Spielfilm für Ladybitch[4]

### Gewonnen
Filmfestival Max Ophüls Preis 2022
- 2022: Max Ophüls Preis für den gesellschaftlich relevanten Film für Ladybitch[1]